# Powiat Spremberg (Lausitz)

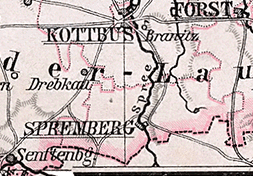
Mapa powiatu z 1905 r.

Powiat Spremberg (Lausitz) (niem. Landkreis Spremberg (Lausitz), Kreis Spremberg) – dawny powiat na terenie kolejno Prus, Cesarstwa Niemieckiego, Republiki Weimarskiej oraz III Rzeszy, istniejący od 1818 do 1952. Należał do rejencji frankfurckiej, w prowincji Brandenburgia. Teren dawnego powiatu leży obecnie w kraju związkowym Brandenburgia w powiecie Spree-Neiße. Siedzibą władz powiatu było miasto Spremberg.
1 stycznia 1945 na terenie powiatu znajdowało się:
- jedno miasto: Spremberg
- 37 innych gmin